# Príncipe-Drossel
Die Príncipe-Drossel (Turdus xanthorhynchus) ist eine seltene Singvogelart aus der Familie der Drosseln. Sie ist auf der Insel Príncipe im Golf von Guinea endemisch.

## Merkmale
Die Príncipe-Drossel wurde lange Zeit als Unterart der São-Tomé-Drossel (Turdus olivaceofuscus) angesehen, seit 2010 ist sie jedoch  als eigenständige Art anerkannt. Sie erreicht eine Größe von 24 Zentimetern. Der Kopf unterhalb der Augen, die Oberseite und der Schwanz sind matt oliv-braun. Der Oberkopf ist etwas dunkler. Kinn und Hals sind dunkel gelbbraun mit weißlichen Stricheln. Die gelbbraun verwaschene Brust zeigt eine dunkle, grobe und ungleichmäßige Schuppenzeichnung. Die restliche Unterseite ist weißlich mit einer dunkel gelbbraunen Wellenzeichnung. Die Iris ist braun bis rot. Die hell orange-gelblichen Unterflügeldecken kontrastieren mit den cremefarbenen Armschwingen. Der große Schnabel und die Beine sind gelb. Die Geschlechter sehen gleich aus. Die Jungvögel ähneln den Altvögeln. Bei ihnen ist die Oberseite hell gelbbraun getüpfelt und die Unterseite braun gefleckt.

## Lebensweise
Die Art ist vom Tiefland bis in Höhenlagen von mindestens 800 Metern anzutreffen. Die meisten Individuen wurde jedoch oberhalb von 400 Metern beobachtet. Die Nahrung besteht hauptsächlich aus Wirbellosen und Früchten. Vergleiche mit der São-Tomé-Drossel legen die Vermutung nahe, dass die Brutzeit von Ende Juli bis Januar stattfindet, mit einem Höhepunkt zwischen Oktober und Dezember. Das Nest ist eine voluminöse Schale, die aus trockenen Pflanzenteilen vermischt mit Schlamm gebaut und außen mit Laub, Moos und Zweigen verkleidet wird. Das Gelege besteht in der Regel aus zwei Eiern.

## Status
Die Príncipe-Drossel wurde 1901 von Leonardo Fea entdeckt. Nach dem Ausbleiben von Sichtungen seit den 1920er-Jahren galt die Art lange Zeit als verschollen, bis sie 1997 im Südwesten von Príncipe wiederentdeckt wurde. Nach einer Erhebung im Jahre 2007 wurde die Population auf 364 Individuen geschätzt. Anschließend hielten die an der Expedition beteiligten Ornithologen Martin Dallimer, Martim Melo, Nigel J. Collar und Peter J. Jones diese Ziffer für zu hoch gegriffen, weil die Art nicht alle primären Urwaldbereiche bewohnt und die Daten vermutlich durch die Gewohnheit der Drosseln, sich in Menschennähe aufzuhalten, verzerrt seien. Gegenwärtig geht man von einer Zahl von weniger als 250 Altvögeln aus. BirdLife International nahm die Príncipe-Drossel 2011 in die Rote Liste der gefährdeten Vogelarten auf und klassifizierte sie in die Kategorie „vom Aussterben bedroht“ (critically endangered). Es gibt Anzeichen dafür, dass die Entwaldung Príncipes seit der menschlichen Besiedlung im 16. Jahrhundert zu einem dramatischen Rückgang der Art geführt hat. Die Entwaldung ist nach wie vor eine Bedrohung, sie lässt jedoch dank des Schutzes des Primärwaldes nach. Da die Príncipe-Drossel sehr zutraulich ist, wird spekuliert, dass die Art unter der opportunistischen Jagd leidet. Aus dem Vergleich der Erhebungsdaten und Befragungen mit der lokalen Bevölkerung ergeben sich jedoch nur Indizien, dass die Príncipe-Drossel aus den Waldbereichen verschwindet, die häufig von den Einheimischen aufgesucht werden. Für eine Art, die auf eine kleine Insel beschränkt ist, stellen auch invasive Tierarten eine Bedrohung dar.